# Moncheux
Moncheux est une commune française située dans le département de la Moselle en région Grand Est.

## Géographie

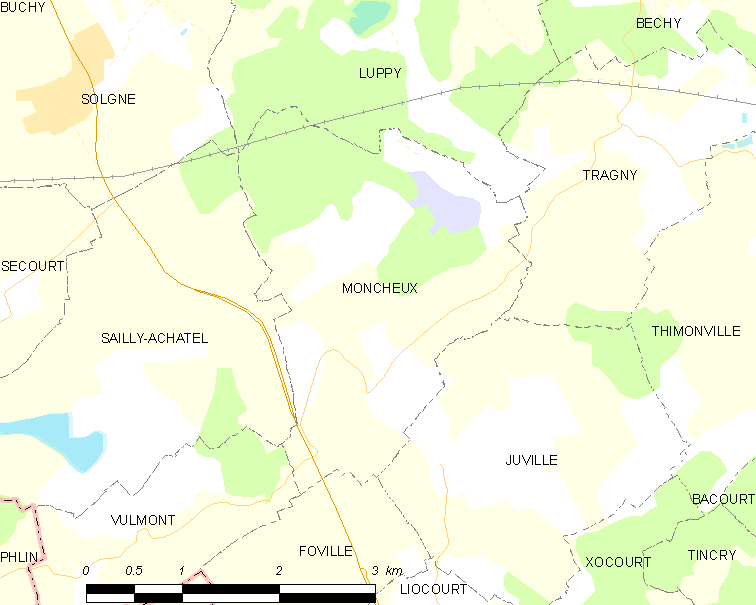
Carte de la commune.

### Communes limitrophes
| Solgne         | Luppy    |         |
| Sailly-Achâtel | Moncheux | Tragny  |
| Vulmont        | Foville  | Juville |

### Hydrographie
La commune est située dans le bassin versant du Rhin au sein du bassin Rhin-Meuse. Elle est drainée par l'Elme, le ruisseau de Vulmont, le ruisseau de l'Étang de Juville et le ruisseau du Moulin de de Moncheux.
L'Elme, d'une longueur totale de 10,3 km, prend sa source dans la commune  et se jette  dans la Nied à Saint-Epvre en limite avec Han-sur-Nied, après avoir traversé six communes.

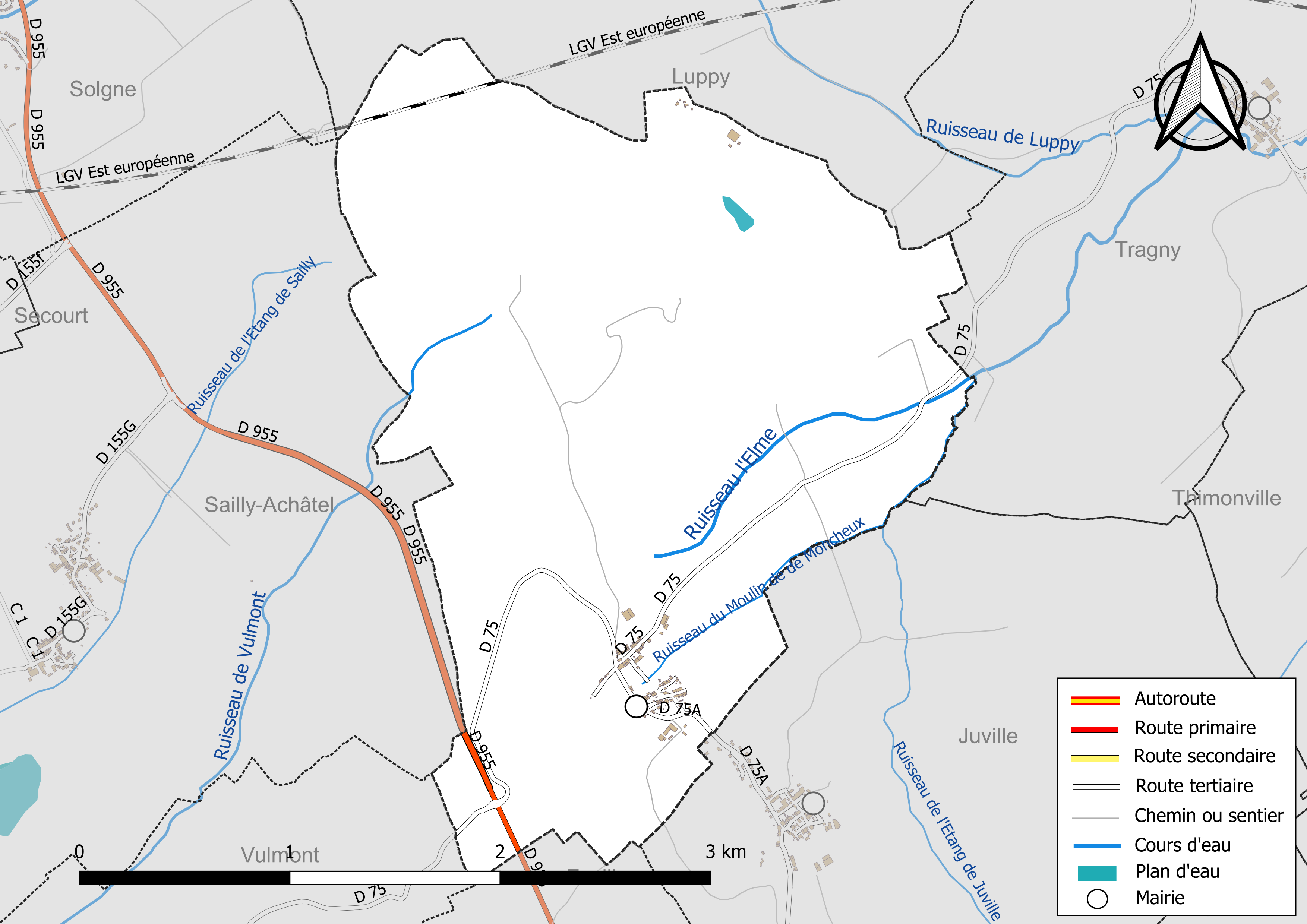
Réseaux hydrographique et routier de Moncheux.

La qualité des eaux des principaux cours d’eau de la commune, notamment du ruisseau l'Elme, peut être consultée sur un site spécial géré par les agences de l’eau et l’Agence française pour la biodiversité.

### Climat
Pour des articles plus généraux, voir Climat du Grand Est et Climat de la Moselle.
En 2010, le climat de la commune est de type climat des marges montargnardes, selon une étude du Centre national de la recherche scientifique s'appuyant sur une série de données couvrant la période 1971-2000. En 2020, Météo-France publie une typologie des climats de la France métropolitaine dans laquelle la commune est exposée à un climat semi-continental et est dans la région climatique  Lorraine, plateau de Langres, Morvan, caractérisée par un hiver rude (1,5 °C), des vents modérés et des brouillards fréquents en automne et hiver. 
Pour la période 1971-2000, la température annuelle moyenne est de 9,4 °C, avec une amplitude thermique annuelle de 16,9 °C. Le cumul annuel moyen de précipitations est de 823 mm, avec 12,4 jours de précipitations en janvier et 10 jours en juillet. Pour la période 1991-2020, la température moyenne annuelle observée sur la station météorologique de Météo-France la plus proche, « M.n.l. », sur la commune de Goin à 10 km à vol d'oiseau, est de 10,7 °C et le cumul annuel moyen de précipitations est de 678,8 mm. 
La température maximale relevée sur cette station est de 39,5 °C, atteinte le 24 juillet 2019 ; la température minimale est de −16,3 °C, atteinte le 2 janvier 1997,,. 
Les paramètres climatiques de la commune ont été estimés pour le milieu du siècle (2041-2070) selon différents scénarios d'émission de gaz à effet de serre à partir des nouvelles projections climatiques de référence DRIAS-2020. Ils sont consultables sur un site spécial publié par Météo-France en novembre 2022.

## Urbanisme

### Typologie
Au 1er janvier 2024, Moncheux est catégorisée commune rurale à habitat dispersé, selon la nouvelle grille communale de densité à sept niveaux définie par l'Insee en 2022.
Elle est située hors unité urbaine. Par ailleurs la commune fait partie de l'aire d'attraction de Metz, dont elle est une commune de la couronne,. Cette aire, qui regroupe 245 communes, est catégorisée dans les aires de 200 000 à moins de 700 000 habitants,.

### Occupation des sols
L'occupation des sols de la commune, telle qu'elle ressort de la base de données européenne d’occupation biophysique des sols Corine Land Cover (CLC), est marquée par l'importance des territoires agricoles (66,3 % en 2018), en diminution par rapport à 1990 (69,6 %). La répartition détaillée en 2018 est la suivante : 
terres arables (51,9 %), forêts (26,8 %), prairies (14,4 %), zones humides intérieures (3,5 %), zones urbanisées (3,3 %). L'évolution de l’occupation des sols de la commune et de ses infrastructures peut être observée sur les différentes représentations cartographiques du territoire : la carte de Cassini (XVIIIe siècle), la carte d'état-major (1820-1866) et les cartes ou photos aériennes de l'IGN pour la période actuelle (1950 à aujourd'hui).

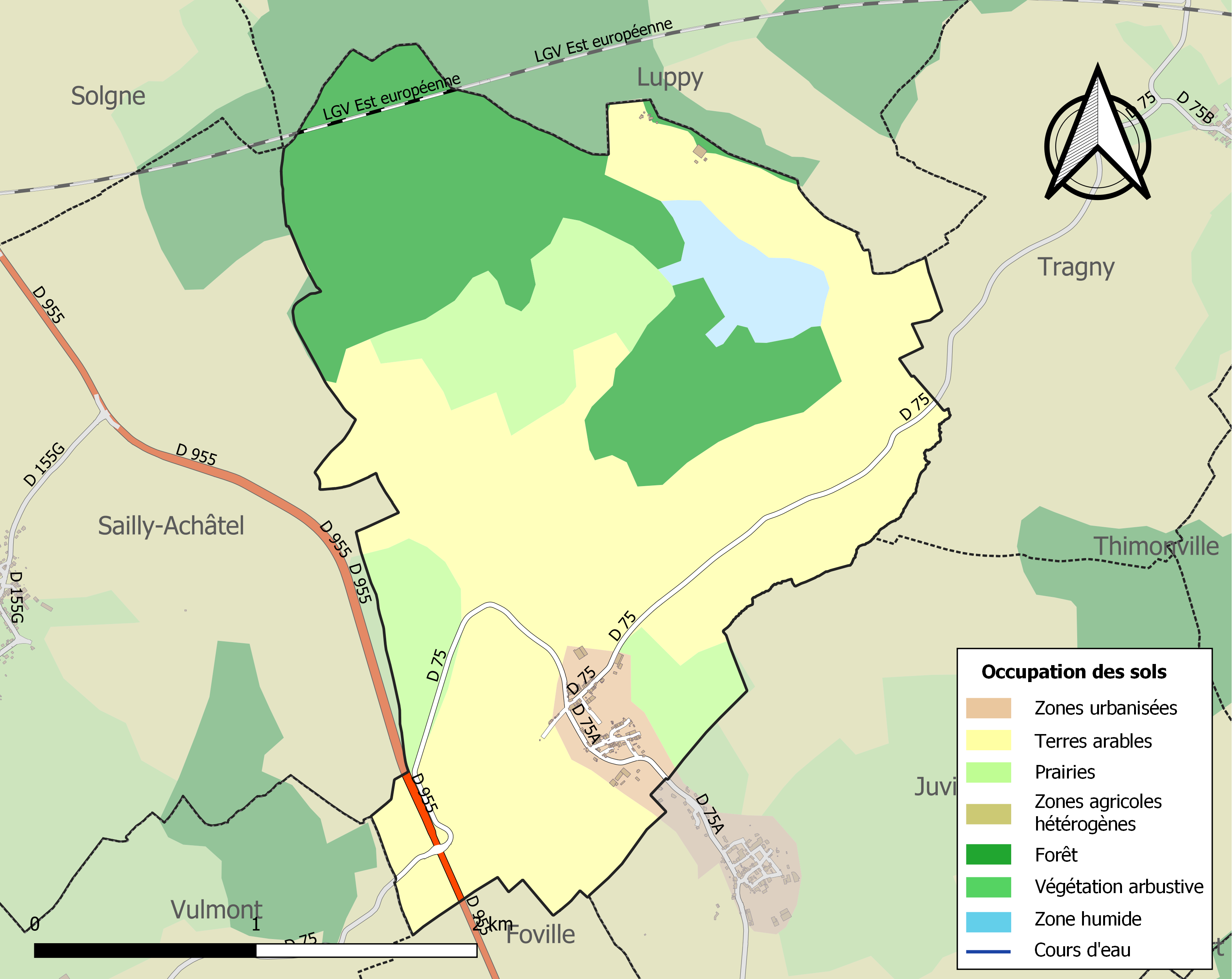
Carte des infrastructures et de l'occupation des sols de la commune en 2018 (CLC).

## Toponymie
- Moncheux-la-Grande : Monchues (1160), Monchous (1248), Monchief (1404), Monchuef (1487), Monchuefz (1489), Montcheu (1762).
- Moncheux-la-Petite : Monchuefs (1427).
- 1915-1918 : Monchern, 1940-1944 : Mingen.

## Histoire
- Dépendait en partie du pays messin et en partie de la principauté épiscopale de Metz et s'appelait la Grande Moncheux et la Petite Moncheux.
- De 1790 à 2015, Moncheux était une commune de l'ex-canton de Verny.

## Politique et administration
| Période                                  | Période   | Identité             | Étiquette | Qualité |
| ---------------------------------------- | --------- | -------------------- | --------- | ------- |
| 1965                                     | mars 1995 | Charles Schwartz     |           |         |
| mars 1995                                | mars 2008 | Bernard Lelorrain    |           |         |
| mars 2008                                | ?         | Gérard Michel        |           |         |
| mai 2020                                 | En cours  | Sébastien Mauvignant |           |         |
| Les données manquantes sont à compléter. |           |                      |           |         |

## Démographie
L'évolution du nombre d'habitants est connue à travers les recensements de la population effectués dans la commune depuis 1793. Pour les communes de moins de 10 000 habitants, une enquête de recensement portant sur toute la population est réalisée tous les cinq ans, les populations de référence des années intermédiaires étant quant à elles estimées par interpolation ou extrapolation. Pour la commune, le premier recensement exhaustif entrant dans le cadre du nouveau dispositif a été réalisé en 2005.

En 2022, la commune comptait 146 habitants, en évolution de −2,67 % par rapport à 2016 (Moselle : +0,52 %, France hors Mayotte : +2,11 %).
| 1793 | 1800 | 1806 | 1821 | 1836 | 1841 | 1861 | 1866 | 1871 |
| ---- | ---- | ---- | ---- | ---- | ---- | ---- | ---- | ---- |
| 266  | 250  | 139  | 321  | 331  | 340  | 245  | 257  | 248  |

| 1875 | 1880 | 1885 | 1890 | 1895 | 1900 | 1905 | 1910 | 1921 |
| ---- | ---- | ---- | ---- | ---- | ---- | ---- | ---- | ---- |
| 234  | 262  | 241  | 216  | 221  | 178  | 165  | 165  | 146  |

| 1926 | 1931 | 1936 | 1946 | 1954 | 1962 | 1968 | 1975 | 1982 |
| ---- | ---- | ---- | ---- | ---- | ---- | ---- | ---- | ---- |
| 128  | 119  | 116  | 116  | 88   | 78   | 68   | 55   | 71   |

| 1990 | 1999 | 2005 | 2006 | 2010 | 2015 | 2020 | 2022 | - |
| ---- | ---- | ---- | ---- | ---- | ---- | ---- | ---- | - |
| 95   | 120  | 141  | 148  | 149  | 147  | 147  | 146  | - |

## Culture locale et patrimoine

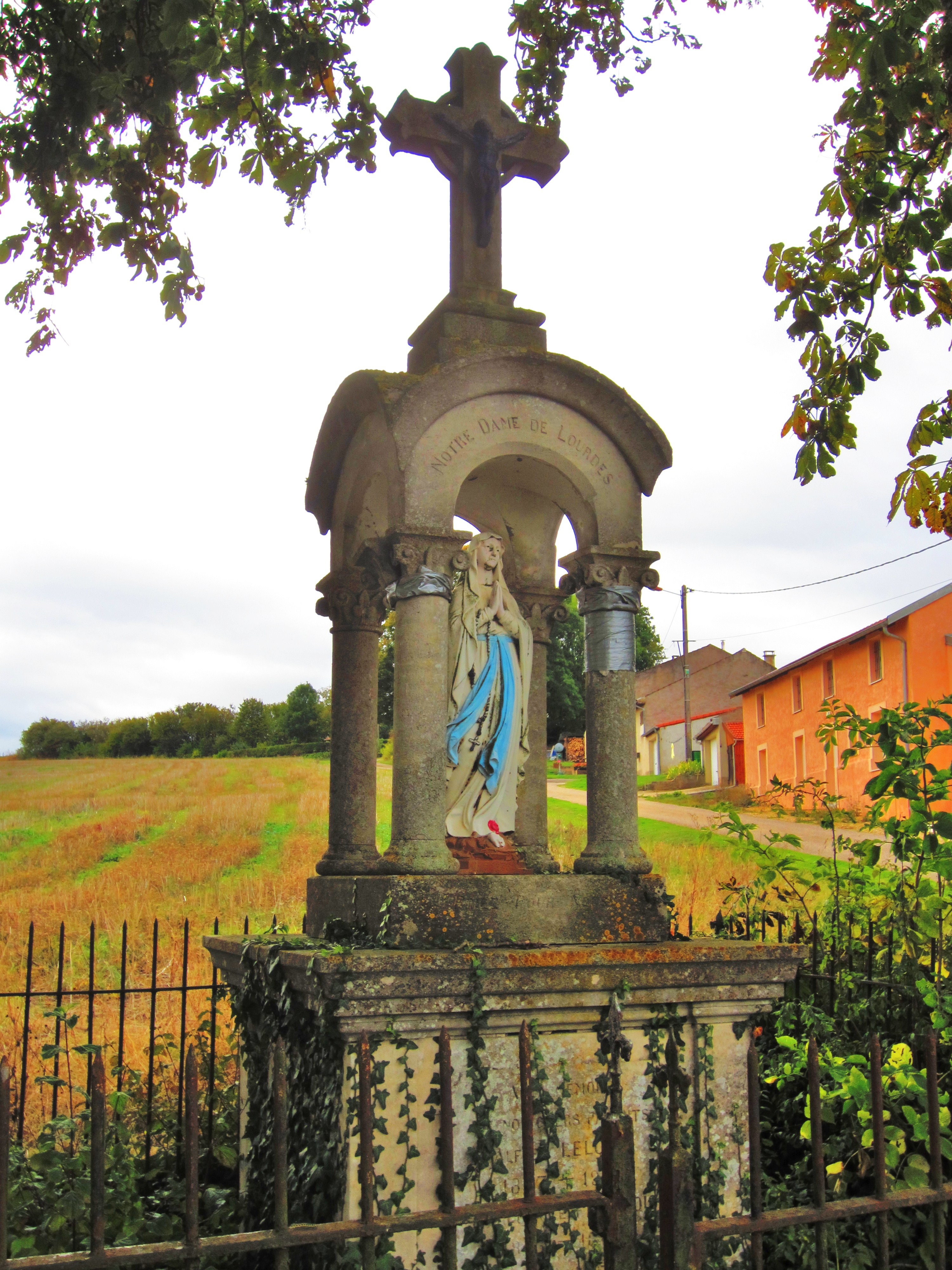
Oratoire Notre-Dame-de-Lourdes.

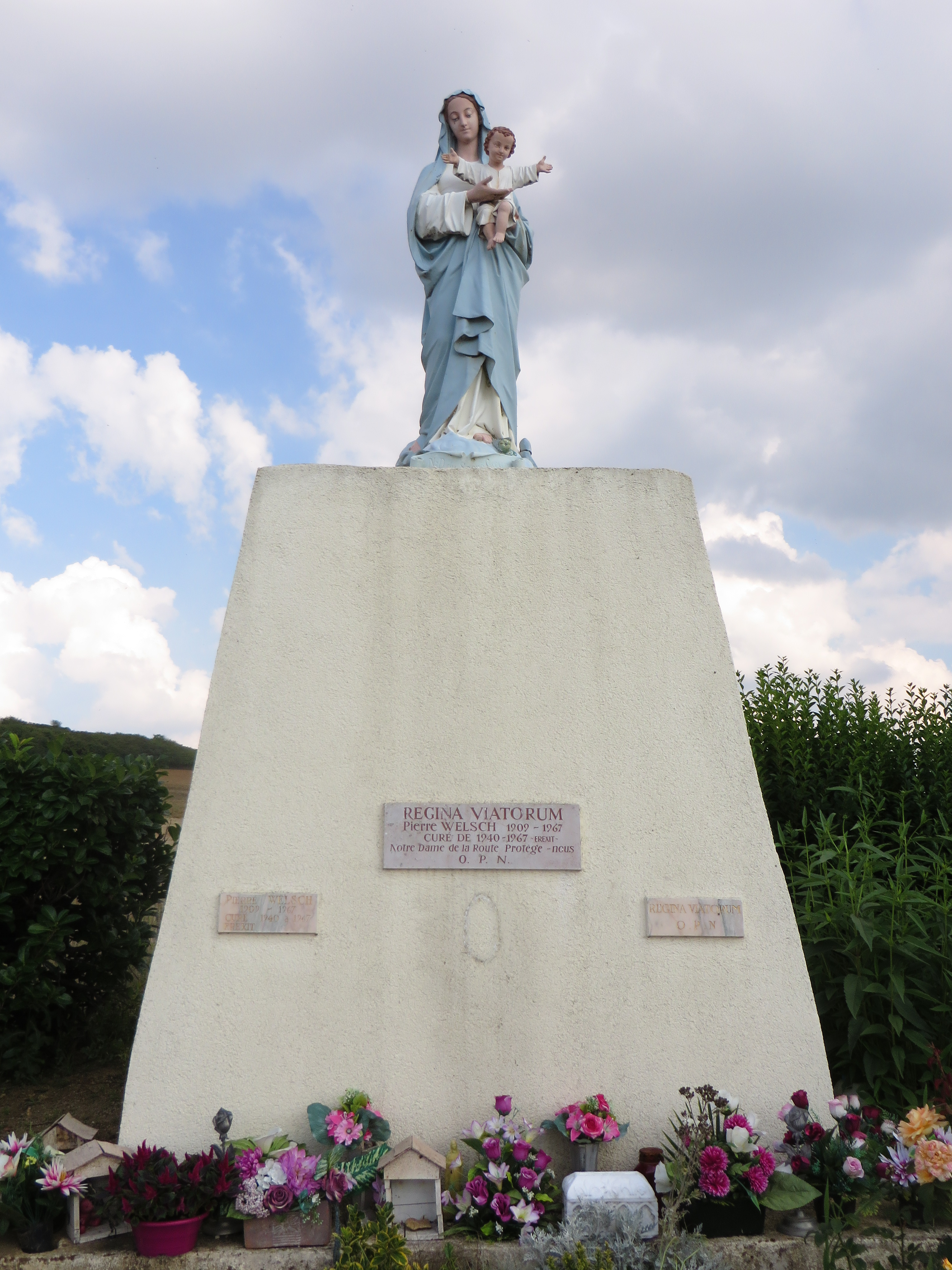
Oratoire à la Vierge.

### Lieux et monuments
- Passage d'une voie romaine.
- Église Sainte-Catherine 1846 : Vierge à l'Enfant XVe siècle, statues de sainte Catherine XVe siècle, de sainte Appoline et sainte Agathe XVIe siècle
- Ancienne chapelle Sainte-Catherine XVe siècle (restes du chœur, nef transformée en habitation)
- Source Sainte-Catherine où on plongeait les enfants morts sans baptême (pèlerinage).
- Oratoire Notre-Dame-de-Lourdes.
- Oratoire à la Vierge.

### Personnalités liées à la commune
- Nicolas Défaut (1847-1901), militaire, médaille militaire (1888), chevalier de la Légion d’honneur (1900), né à Moncheux[19].

### Héraldique
| Blason de Moncheux | Blason  | D'azur au Saint-Gorgon à cheval terrassé d'or, accompagné en chef de deux têtes de lion affrontées d'argent. |
| Blason de Moncheux | Détails | Le statut officiel du blason reste à déterminer.                                                             |